# Bandsjön
Bandsjön is een 0,21 km² groot meer in de gemeente Klippan in het Zweedse landschap Skåne.
Het meer is maximaal 7,9 meter diep en heeft een gemiddelde diepte van 3,2 meter. Het meer watert af in de rivier de Rönneå.
Aan het meer ligt een plaats die is ingericht om er te zwemmen.